# Cardamine udicola
Cardamine udicola är en korsblommig växtart som beskrevs av Claude Thomas Alexis Jordan. Cardamine udicola ingår i släktet bräsmor, och familjen korsblommiga växter. Inga underarter finns listade i Catalogue of Life.